# Lithocarpus wallichianus
Lithocarpus wallichianus är en bokväxtart som först beskrevs av John Lindley och Henry Fletcher Hance, och fick sitt nu gällande namn av Alfred Rehder. Lithocarpus wallichianus ingår i släktet Lithocarpus och familjen bokväxter. Inga underarter finns listade.